# Jan Betker
Jan Betker (* 19. Juli 1960 in Regina, Saskatchewan) ist eine kanadische Curlerin.
Ihr internationales Debüt hatte Betker bei der Weltmeisterschaft 1993  in Genf, wo sie die Goldmedaille gewann. 1994 und 1997 konnte sie diesen Erfolg wiederholen.
Betker gehörte zur Mannschaft die 1997 die kanadischen Olympic Curling Trails gewann und vertrat Kanada bei den XVIII. Olympischen Winterspielen in Nagano im Curling als Third. Die Mannschaft um Skip Sandra Schmirler gewann die olympische Goldmedaille nach einem 7:5-Sieg im Finale gegen Dänemark um Skip Helena Blach Lavrsen.

## Erfolge
- Olympiasiegerin 1998
- Weltmeisterin 1993, 1994, 1997